# Two-Face
Two-Face, på svenska även Dubbelansiktet, är en seriefigur, skurk i serierna om Batman.
Harvey Dent var Gotham Citys framgångsrika distriktsåklagare och allierad med Batman, men då han fick syra kastad i ansiktet fick han inte bara halva sitt ansikte, utan även sin personlighet gravt skadad. Sedan dess går han under namnet Two-Face. Han singlar en dubbelsidig slant, rispad eller bränd på den ena sidan, för att välja mellan goda och onda handlingar.
År 2009 blev Two-Face rankad som nummer 12 i IGNs "Greatest comic book villains of all time".

## Historia
Two-Face skapades av Bob Kane och Bill Finger, och gjorde sitt första framträdande i Detective Comics nr 66 (augusti 1942). Skaparna fick sin inspiration till rollfiguren från den klassiska romanen The Strange Case of Dr Jekyll & Mr Hyde. Från början var hans namn Harvey Kent, men detta ändrades senare för att undvika förväxling med Clark Kent. Two-Face gjorde bara en handfull framträdande på 1940- och 1950-talet, och på 1960-talet försvann han helt eftersom han inte ansågs tillräckligt barnvänlig. Han kom dock tillbaks i Batman nr 234 (augusti 1971) och det var då han etablerade sig som en av Batmans farligaste och mest återkommande fiender.

## Fiktiv historia
I originalserierna blev Harvey vanställd av gangstern Sal Maroni, då denne slängde en burk syra i hans ansikte, mitt under Maronis rättegång. Detta ledde till att Harvey blev galen. Han startade en kriminell karriär och började använda Maronis dubbelsidiga lyckomynt till att bestämma mellan gott och ont. Two-Faces ursprung och psykologi började dock att fördjupas i modernare historier på 1980-talet.

### Batman: Year One
I Frank Millers och David Mazzucchellis seriealbum Batman: Year One från 1987, (Batman: År ett på svenska) fördjupades Harvey Dents roll som åklagare i Gotham City för första gången. I historien, som handlar om Bruce Waynes första år som Batman, är Dent en ung åklagarassistent. Innan Wayne och polisen Jim Gordon anländer till staden, är Dent den enda som bekämpar Gothams korruption. Han blir sedan Batmans första allierade, och hjälper den maskerade hämnaren ett flertal gånger. Dent utvecklar även en allians och vänskap med Gordon, som är totalt ovetande om att Harvey arbetar med Batman.

### Batman Annual nr 14
Historien om Harveys förvandling till Two-Face berättades ingående för första gången i The Eye Of The Beholder, som publicerades i Batman Annual nr 14, år 1990, av Andrew Helfer och Chris Sprouse. Där avslöjades att som barn blev Harvey regelbundet misshandlad av sin psykopatiska far som jämt var berusad. Här kommer myntet från hans far istället för från Maroni. Det förklaras vara ett trick-mynt med dubbla sidor som fadern använde i sjuka lekar med sin son. Han singlade myntet och lovade att om frånsidan kom upp så skulle Harvey slippa misshandel. Detta var ju dock omöjligt eftersom myntet hade dubbla åtsidor ("heads"). Den hemska uppväxten utvecklar en mörk sida inom Harvey. Han förtrycker dock sina mentala ärr och växer upp till en framgångsrik åklagare. Som förklarat i Year One, hjälper han både Batman och Gordon. Dessa tre bildar så småningom en allians tillsammans. Att bekämpa Gothams korruption visar sig dock vara enormt påfrestande för Harvey och han blir sedan vanställd under Maronirättegången. Detta fungerar som en avtryckarmekanism och släpper lös Dents mörka sida. Two-Face föds, och han tar lagen i egna händer.

### Arkham Asylum: A Serious House on Serious Earth
I detta seriealbum från 1989 av Grant Morrison och Dave McKean tar Jokern över mentalsjukhuset Arkham och håller personalen som gisslan. Hans enda begäran är att Batman kommer och besöker dem i mentalsjukhuset, vilket den mörke riddaren går med på. Innan allt detta hände, hade en doktor i Arkham tagit Harveys mynt ifrån honom och ersatt det med en tärning, sen med en tarotkortlek. Syftet var att ge Harvey fler valmöjligheter än bara två, så att han till slut skulle kunna fatta sina egna beslut. Detta har dock misslyckats totalt och han har blivit inkapabel att ta beslut överhuvudtaget, såsom att gå på toaletten. Senare, när Jokern inte kan bestämma sig om de ska mörda Batman eller ej, föreslår Batman att Harvey får bestämma det, med sitt mynt, som Batman fått tag i. Han ger myntet tillbaka till Harvey, som singlar det och utropar sen att Batman får gå fri. I de sista sidorna av boken, efter att Batman lämnat Arkham, får man se Two-Face, som stirrar ner på sitt mynt, vilket landade med den onda sidan uppåt. Harvey tog alltså själv beslutet att skona Batman.

### Batman: Two-Face - Crime And Punishment
År 1995 släpptes seriealbumet Batman: Two-Face - Crime And Punishment, av J.M. DeMatteis och Scott McDaniel, samtidigt som filmen Batman Forever kom ut. Serien har dock inget med filmen att göra. I historien startar Dent en enorm våg av terror i Gotham som kulminerar i att han tänker avrätta sin far offentligt framför tv-kameror som hämnd. Han blir dock stoppad av Batman och det kommer fram att Dent aldrig skulle kunna skada sin far, eftersom han älskar honom, trots allt hemskt han gjort. Harvey inser att det enda sättet att stoppa Two-Face permanent är genom självmord, och hoppar därför ner från en hög byggnad. Men Batman räddar honom i sista sekunden. Chocken av själva fallet tar dock kål på Dents onda personlighet och det verkar som ett någorlunda lyckligt slut.

### Batman: The Long Halloween
En ny tolkning av Two-Faces ursprung av Jeph Loeb och Tim Sale publicerades i tretton delar mellan åren 1996 och 1997 i historien Batman: The Long Halloween. Denna maxiserie lånar mycket från Batman Annual nr 14, men fördjupar sig i Dent, Batman och Gordons kamp emot maffian, speciellt emot maffiakungen Carmine Falcone. Deras krig mot brottsligheten försvåras dock, när en mördare kallad Holiday börjar döda personer knutna till maffian. Mördaren slår alltid till på en helgdag, till exempel på alla hjärtans dag och julafton. Batman och hans allierade måste nu lösa gåtan om vem Holiday är, och Harvey blir en av de misstänkta. Saker förvärras när Dent är apatisk emot Holiday, eftersom han anser att mördaren endast hjälper dem att bli av med maffian. Harvey blir även allt mer otålig och dyster, då hans jobb förstör hans privatliv med frun Gilda, som han aldrig har tid för. Sedan försvinner han efter att Maroni vanställt honom, och Holidays identitet avslöjas som Alberto Falcone, en av Carmines söner. Efter detta dyker Harvey upp igen, nu som Two-Face. Han stormar Falcones högkvarter tillsammans med Jokern, Scarecrow, Catwoman och flera av de andra "missfostren", som vid den här tidpunkten är relativt nya fenomen i Gotham. Batman dyker upp men Two-Face lyckas med att mörda Carmine och att fly. Kort därefter ger han sig till Batman och Gordon. Sedan låses han in i Arkham Asylum. På slutet antyds det att Alberto kanske inte var Holiday, utan att det var Dent trots allt, eller hans fru Gilda.

### Batman: Dark Victory
Mellan åren 1999 och 2000 publicerades en uppföljare till The Long Halloween, återigen på tretton delar av Jeph Loeb och Tim Sale. Historien berättar om hur förlusten av Dent har påverkat Batman och Gordon. De båda är ensammare än någonsin, och Bruce börjar förlora sin mänsklighet och försvinna allt mer in i Batman. Samtidigt plågas staden återigen av en seriemördare, kallad The Hangman. Den här gången är offren poliser istället för gangstrar. Batman och Gordon har även problem med den nya åklagaren, Janice Porter, som ersatt Harvey Dent. Hon godkänner inte något samarbete med en maskerad hämnare. Porter visar sig dock jobba för Dent, som en del av hans plan att krossa de resterande gangstrarna. Han leder Jokern och de andra missfostren i ett krig som ska utplåna Gothams maffia en gång för alla. Det hela slutar med att Dent blir förrådd av Jokern, som skjuter honom, och Batman får en ny allierad i form av Robin.

### Robin: Year One
En miniserie från 2001 av Chuck Dixon, Scott Beatty, Javier Pulido och Marcos Martin, som utspelar sig efter Dark Victory och handlar om Dick Graysons tidiga äventyr som Robin. Efter att ganska lätt ha besegrat Mad Hatter, Killer Moth och Blockbuster underskattar Robin Two-Face. Detta får katastrofala följder då en domare dör och Dick blir halvt ihjälslagen av Harvey, som sen till och med lyckas fly. Misstaget leder till att Bruce ger Dick sparken. Senare visar han sig dock värdig och kapabel och de två fångar in Two-Face tillsammans. Trots segern blev Dick traumatiserad av sin hemska upplevelse med Dent, något som han ännu inte riktigt kunnat skaka av sig.
Före Robin: Year One etablerades det att Two-Face även mördade Jason Todds (den andre Robin) far, samt att Tim Drakes (den tredje Robin) första utmaning var att rädda Batman och Dick (som då hade blivit Nightwing) ifrån Harveys våld. Detta har lett till att Two-Face ibland anses vara Robins ärkefiende.

### Batman: No Man's Land
Under åren 1999 och 2000, publicerade DC Comics en massiv historia vid namn No Man's Land, som kom med i alla Batmanrelaterade tidningar. I historien har Gotham förstörts av en jordbävning. Den amerikanska regeringen överger staden och beordrar alla invånare att evakuera, innan staden avgränsas. Alla lyder dock inte den ordern, och för dem som stannar kvar blir det en kamp för överlevnad där endast de starka har en chans. Gäng bildas och krig om territorium utbryter. Two-Face och detektiven Renee Montoya arbetar tillsammans och räddar folk som har blivit begravda under kollapsade hus. Renee lyckas komma nära Harvey, och börjar förstå honom. Hon övertalar till och med honom att han inte behöver använda sitt mynt för att ta beslut. Senare när staden förklarats som "ingenmansland", skiljs Harvey och Renee. Hon hjälper Gordon att försöka skapa lag och ordning i ruinerna, medan Two-Face går tillbaka till sina gamla sätt. Han bildar ett gäng och börjar slåss för territorium. Han tvingar sen Gordon till en allians mellan de två, vilket leder till att bådas gäng blir starkare. Sedan grundlurar han både Batman och Pingvinen, och vinner hälften av deras territorium. Bane, på uppdrag av Lex Luthor att förstöra viktiga Gothamdokument, decimerar dock Harveys områden. Han ber Gordon om hjälp, som vägrar, så Harvey kidnappar Renee och skickar en lönnmördare, David Cain, efter Gordon. Cain misslyckas, så Dent går själv efter Gordon. Han lyckas kidnappa honom, och håller sen en rättegång. Eftersom det inte finns någon annan advokat där så utser Gordon Harvey Dent till sin försvarare. I en bisarr scen vittnar Two-Face och Harvey förhör, vilket leder till att Harvey vinner och får Two-Face förklarad skyldig för brott mot Gordon istället. Two-Face ger sedan upp sig själv till Renee.
Efter No Man's Land växer Harveys känslor för Renee. Till slut får han reda på att hon är lesbisk. Han outar då henne och sätter dit henne för mord, allt för att totalt förstöra hennes liv, i tron att hon då bara har honom kvar. Hans galna plan misslyckas och Batman fångar in honom.

### Batman: Hush
Ännu en maxiserie av Jeph Loeb, denna gång tecknad av Jim Lee. Den publicerades från år 2002 till 2003. I Hush introduceras Tommy Elliot, en kirurg och Bruce Waynes barndomsvän, som i hemlighet är skurken Hush. Han vill ta hämnd på Bruce och anlitar ett stort antal skurkar till sin plan, inklusive Two-Face. Dent går endast med på det om Elliot opererar hans ansikte, vilket han gör. Med ett läkt ansikte tar Harvey Dent över igen, och Two-Face försvinner. Dent börjar snabbt att förstöra Elliots planer och lyckas rädda Batman från Hush i sista sekunden.

### Batman: Face The Face
Efter händelserna i Hush, har Dent återigen blivit en hederlig medborgare i Face The Face, från år 2006 av James Robinson, Don Kramer och Leonard Kirk. I historien förklaras det att Batman varit borta från Gotham i ett år, och under den tiden lämnade han staden i Harveys händer. Innan Batman försvann tränade han Dent i kampsport inför rollen som Gothams beskyddare. Historien börjar när Batman kommer tillbaka. Dent har hållit gatorna rena från brott i ett år, men nu helt plötsligt är han inte nödvändig längre. Samtidigt blir flera skurkar, inklusive Buktalaren och KGBeast, brutalt mördade. Bevisen pekar på att det är Dent, och Batman konfronterar honom. Harvey förnekar anklagelserna, men Batman tror honom inte. Så småningom börjar Two-Face-personligheten krypa tillbaka i Dents huvud, och det hela slutar med att han själv vanställer halva sitt ansikte. Two-Face har återuppstått, farligare än någonsin. Den riktige mördaren visade sig vara lejd av The Great White Shark, en fiende ur Two-Faces förflutna som ville ha hämnd.

### Batman: Long Shadows
Efter händelserna i Final Crisis, då Bruce Wayne troddes vara död, tog Dick Grayson över rollen som Batman i denna berättelse från 2009 av Judd Winick och Mark Bagley. Hans stil som Gothams beskyddare var dock mycket annorlunda än Waynes. Dick är inte rädd för publicitet och lät sig därför fångas på videokamera flera gånger, samt så har han en mer positiv attityd och en helt annan, mer akrobatisk kampsportsstil. Ingen märkte skillnaderna dock, förutom Two-Face. Harvey blev besatt av att veta varför Batman betedde sig annorlunda, och kom till slut fram till att det måste vara någon annan person i dräkten. Med hjälp av en teleportör lyckades Harvey med att ta sig in i Bat-grottan, där han attackerade Dick och begärde att få veta vad som hänt med den riktiga Batman. Tack vare Alfred så kom dock Dick upp på sina fötter igen och besegrade Two-Face, samt övertalade honom om att han är den riktiga Batman.

## Alternativa versioner

### The Dark Knight Returns
Harvey har en stor roll i det första kapitlet av Frank Millers klassiska serieroman Batman: The Dark Knight Returns (Batman – mörkrets riddare på svenska), som kom ut 1986. I denna alternativa framtidsvision har Harvey Dent rehabiliterats och fått sitt ansikte lagat genom plastikkirurgi. Han släpps från Arkham med stöd från Bruce Wayne, men försvinner kort därefter. Bruce misstänker att hans gamle vän blivit Two-Face igen och återvänder, bland annat därför, till rollen som den mörke riddaren, efter tio år som tillbakadragen. Batman får sen reda på att hans misstankar var sanna, att Harvey har blivit Two-Face igen, och dessutom att hans onda sida har tagit över helt. Two-Face håller sen hela staden som gisslan med en bomb, men misslyckas med sin plan då Batman stoppar honom.

### Batman: Masque
En Batman-version av Fantomen på Operan, från 1997 av Mike Grell som utspelar sig år 1890. Harvey Dent är en berömd dansör som blir vanställd i en hemsk olycka mitt under en föreställning av The Masque of the Red Death. Han blir sedan besatt av ballerinan Laura Avian, som också är med i föreställningen. Han bryter prima ballerinans ben så att Laura kan ta hennes plats. Sedan mördar han även sin ersättare i föreställningen, och tar dennes plats så att han kan få dansa med Laura på scen. Han uttrycker sin kärlek för henne men sedan dyker Batman upp, som också älskar Laura. Batman och Dent hamnar i ett stort slagsmål som slutar med att Harvey får en ljuskrona över sig och dör.

### Thrillkiller
Två historier av Howard Chaykin och Dan Breretonsom från 1997 och 1998, som utspelar sig i de tidiga 1960-talet. I den förste, Thrillkiller: Batgirl and Robin, är Two-Face en korrupt polis detektiv vid namn Duell, som är vanställd på samma sätt som den vanliga versionen av Two-Face. Han arresteras i slutet av berättelsen. I den andre, Batgirl and Batman: Thrillkiller '62, är Harvey Dent Gothams nya åklagare och sedan borgmästare.

### Catwoman: Guardian of Gotham
I denna alternativa Catwoman-berättelse från 1999 av Doug Moench och Jim Balent, är Two-Face Darcy Dent, en kvinnlig supermodell, som blir vanställd av hennes rival. Hon söker sedan hämnd, men blir stoppad av Catwoman, som är Gothams beskyddare i denna version. Darcy Dent klär sig i en utstyrsel som är hälften kostym och hälften metall-bikini med spikar och nitar.

## Krafter och egenskaper
Two-Face har inga superkrafter, men han är ett kriminellt geni och har enorma kunskaper om lagen och rättssystemet. Han är även oerhört skicklig med de flesta handeldvapen, speciellt sina favoriter: dubbla 45-kalibriga automatpistoler och dubbelpipiga hagelgevär. Han har alltid varit ganska duglig i närstrid men efter hans träning med Batman i "Face the Face" har han blivit fullt kapabel i kampsport.

## Familj
I de flesta versioner har Harvey haft en fru eller fästmö som heter Gilda (ibland Grace). Hon försvann dock efter att Harvey blev Two-Face, och vad som hände med henne är okänt.
Duela Dent är i vissa versioner Harveys och Gildas dotter, som har växt upp till att bli en galen superhjälte i Teen Titans. Hon har dock påstått sig vara barn till många Batman-skurkar, inklusive Jokern, Catwoman och Gåtan.
Christopher Dent är Harveys alkoholiserade far, och skyldig till att Harvey blev psykiskt sjuk, vilket ledde till Two-Faces födelse.

## Film och TV

### Batman (1989)
Billy Dee Williams spelade Harvey Dent i en liten biroll i Batman från 1989, dock spelade han Dent före sin vanställning, så Two-Face figurerar inte i den filmen.

### Batman: The Animated Series
Richard Moll gjorde Two-Faces engelska röst i Batman: The Animated Series, i den svenska versionen gjordes Two-Faces röst av Andreas Nilsson. I denna tecknade serie är Dent vän med Bruce Wayne istället för Batman. I avsnittet "Pretty Poison" är Harvey ihop med Pamela Isley, ovetandes om att hon är skurken Poison Ivy. Hennes plan är att förföra åklagaren, för att sen mörda honom. Detta som hämnd för hans bygge av ett fängelse, vilket förstörde flera sällsynta blomarter. Hon lyckas att förgifta honom, men Batman besegrar henne och får tag i motgiftet. I de tvådelade avsnittet "Two-Face" får man se Dents förvandling till galen superskurk. I dessa två avsnitt är han förlovad med sin fästmö Grace och försöker bli återvald som åklagare. Samtidigt kämpar han med sin personlighetsklyvning, som bara blir värre och värre, och det hela slutar i tragedi när Dent blir vanställd av en explosion i en strid med gangsterbossen Rupert Thorne. Han blir då Two-Face och hämnas på Thorne, genom att förstöra dennes kriminella verksamheter. Både Harvey och Thorne blir till slut fångade av Batman, och Harvey låses in i Arkham Asylum. Two-Face gör flera till framträdanden i serien, det allra viktigaste i avsnittet "Second Chance". Harvey försöker rehabiliteras och bli av med sin Two-Face-personlighet. När han ska genomgå en ansiktsoperation blir han kidnappad. Batman misstänker flera olika gärningsmän, inklusive Rupert Thorne och Pingvinen, men listar sen ut att det var Harvey som kidnappade sig själv, eller rättare sagt hans onda Two-Face-personlighet gjorde dådet. Two-Face vill göra sig av med Harvey Dent, lika mycket som Harvey vill göra sig av med Two-Face. Efter en strid med Batman låses han in i Arkham igen.

### Batman Forever

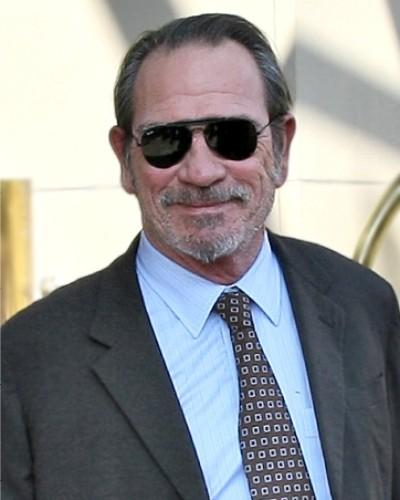
Tommy Lee Jones spelade Two-Face i filmen Batman Forever.

I Batman Forever från 1995 spelades Harvey Dent av Tommy Lee Jones. Här är han redan Two-Face och skurk när filmen börjar. Dent hatar Batman (Val Kilmer) och vill inget annat än att mörda honom, eftersom han håller den mörke riddaren ansvarig för brännskadorna på sitt ansikte. Detta leder till att Two-Face allierar sig med filmens andra skurk, Gåtan (Jim Carrey), då denne påstår sig kunna klura ut Batmans riktiga identitet. 
Dent är även personen som mördar Dick Graysons (Chris O'Donnell) föräldrar, vilket leder till att denne så småningom blir Batmans partner, Robin. I slutet av filmen, efter att Gåtan är besegrad, har Two-Face trängt in Batman och Robin i ett hörn över en avgrund. Han låter sitt mynt bestämma hjältarnas öde, men innan han hinner fånga det, kastar Batman upp flera andra mynt i luften, vilket förvirrar Dent. Han försöker desperat att hitta sitt mynt, vilket leder till att han faller ned i avgrunden och dör. Hans kostym syns dock i Arkham Asylum i uppföljaren Batman & Robin, bredvid Gåtans. 
Filmen och Jones fick mest dålig kritik för den mer komiska och tvådimensionella tolkningen av Two-Face. En scen fick speciell fokus, där Dent singlar sitt mynt flera gånger tills han får den sidan han vill ha, vilket totalt går emot karaktärens natur och gör myntet meningslöst.

### The New Batman Adventures
I TV-serien The New Batman Adventures görs Two-Faces engelska röst åter igen av Richard Moll, och på svenska åter igen av Andreas Nilsson. Det nämns i avsnittet "Sins of the Father" att Two-Face har en stark koppling till Tim Drakes (den nye Robin) förflutna, vars far jobbade för honom, men förrådde honom. I detta avsnitt planerar Two-Face att släppa ut en dödlig giftgas i Gotham City om han inte får 22 miljoner dollar i lösen. I avsnittet "Judgment Day" skapar Harvey Dent en tredje personlighet, kallad The Judge - en våldsam domare som försöker att eliminera alla brottslingar i Gotham genom att döda dem, även Two-Face. Two-Face, som vill förgöra det nya hotet, har ingen aning om att det är han som är domaren. I avsnittets slut har Two-Face skickats till Arkham, där hans tredje personlighet håller en rättegång mot hans brottsliga personlighet. Two-Face erkänner då sig skyldig. Detta tyder på att Two-Face har en mer kluven personlighet än förr.

### Batman: The Brave and the Bold
I TV-serien Batman: The Brave and the Bold (Batman: Den tappre och modige på svenska) gjorde Two-Face ett antal gästframträdanden och hade en stor roll i avsnittet "The Mask of Matches Malone!", där han klädde ut sig till Batman och slogs mot en ond Bruce Wayne utklädd till gangstern Matches Malone. Hans röst gjordes av James Remar i denna serie, och av Richard Moll igen i ett avsnitt. 

### The Dark Knight

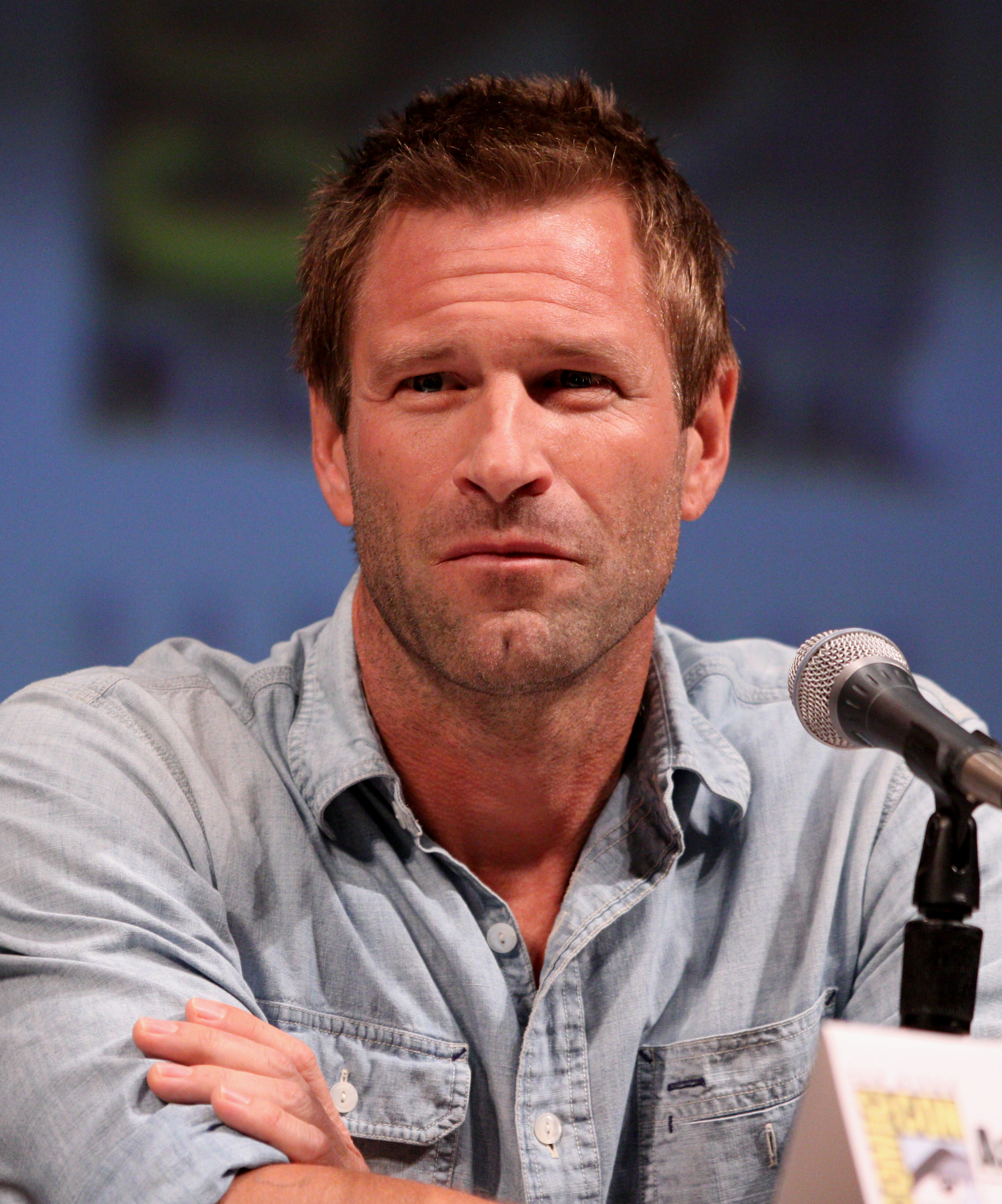
Aaron Eckhart spelade Two-Face i filmen The Dark Knight.

År 2008 spelade Aaron Eckhart Harvey Dent i The Dark Knight, uppföljaren till Batman Begins. I denna film är Dent Gothams nya åklagare, och pojkvän till Rachel Dawes (Maggie Gyllenhaal), som är Bruce Waynes (Christian Bale) barndomsvän och kärleksintresse. Han har ett turmynt med dubbla "heads", som han ofta singlar för att visa med symbolik att han alltid styr sina egna val. Dent har blivit inspirerad av Batmans goda exempel att kämpa emot korruptionen och maffian som styr staden. Så småningom allierar han sig med Batman och polisen Jim Gordon (Gary Oldman). De tre får stora framgångar i kampen mot organiserad brottslighet, och Harvey blir hyllad som Gothams största hopp. Bruce Wayne ser Dent som en bättre hjälte än vad han själv någonsin kommer att kunna vara, och börjar därför planera sin avgång som stadens beskyddare för att överlåta ansvaret till Harvey. Dessa planer blir dock totalt förstörda när terroristen endast känd som Jokern (Heath Ledger) korrumperar Dent genom att mörda Rachel och vanställa halva Harveys ansikte. Dent söker hämnd på dem han håller ansvariga för tragedin han råkat ut för, inklusive Jokern och Gordon. Han låter sitt mynt, som blivit bränt på ena sidan, bestämma vem som får leva och vem som måste dö, i en mörk parodi av sig själv, då myntet förr symboliserade hans fria vilja. I filmens klimax håller Harvey Gordons familj som gisslan, och tänker singla myntet för att avgöra Gordons sons öde. Han vill att Gordon ska känna den smärta han själv känner, men innan han hinner fånga myntet blir han ned tacklad av Batman, och faller flera våningar, mot sin död. För att staden inte ska förlora sitt hopp, så bestämmer sig Batman och Gordon att hemlighålla de brott Harvey har begått, och måla upp honom som en martyr. Batman tar på sig skulden för Harveys mordoffer, allt för att rädda Gotham.

### The Dark Knight Rises
Eftersom han dog i The Dark Knight, så är Dent inte med i uppföljaren The Dark Knight Rises från år 2012. Men hans arv spelar en stor roll, och han syns i ett par tillbakablickar. Gordon och Batmans plan att rädda staden med hjälp av Harveys falska martyrskap visar sig ha lyckats. Gotham är fri från organiserad brottslighet på grund av "The Dent Act", en lag som introducerats efter Harveys död. Sanningen om Harvey avslöjas dock senare i filmen, av skurken Bane.

### Batman: Year One
Animerad film från 2011 baserad på Frank Miller och David Mazzucchellis klassiska serie från 1987. Harvey klipptes bort ur alla scener förutom en, av någon anledning. Robin Atkin Downes gjorde rösten.

### Batman: The Dark Knight Returns
Animerad film från 2012 baserad på Frank Millers klassiska serie från 1986. Harveys roll är densamma som i serien. Wade Williams gjorde rösten åt honom.

### Gotham

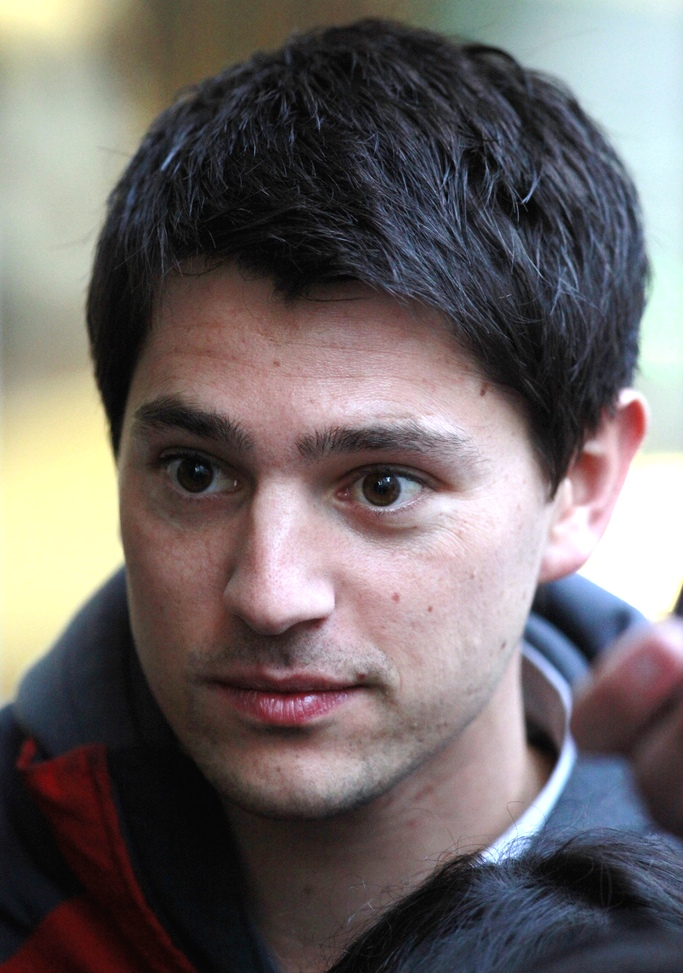
Nicholas D'Agosto spelade Harvey Dent i TV-serien Gotham.

Harvey Dent dyker upp i TV-serien Gotham, spelad av Nicholas D'Agosto. Han dyker först upp i avsnittet "Harvey Dent" under den första säsongen, i vilken han framställs som Gotham Citys biträdande distriktsåklagare. Han formar en allians med detektiv Jim Gordon för att hjälpa honom undersöka mordet på Thomas och Martha Wayne och hemligheterna bakom den korrupta polischefen Gillian B. Loeb.

### Övrigt
Producenterna av 1966 års TV-serie (Läderlappen) hade planer att introducera Two-Face under andra säsongen, med Clint Eastwood i rollen. Figuren skulle då ha framställts som ett före detta nyhetsankare, vars halva ansikte blev skadat då en TV-utrustning exploderade. Skaparna ville dock att serien skulle hålla en barnvänlig ton, och eftersom de trodde att figuren skulle vara för skrämmande för en yngre publik så släppte de idén. Two-Face syntes därmed aldrig till i TV-serien. Manuset bakom avsnittet, som var tänkt att heta "The Two-Way Crimes of Two-Face", skrevs av författaren Harlan Ellison. Handlingen i det olanserade avsnittet finns dock tillgängligt i Batman '66 #1 (2014), "The Lost Episode".

## Datorspel
Two-Face är en boss i flera datorspel baserade på Batman, inklusive The Adventures of Batman and Robin från 1994 till Super NES och Sega Mega Drive, Batman: Chaos in Gotham från 2001 till Game Boy Color och Batman Forever och Batman Forever: The Arcade Game, de två sistnämnda spelen baserade på filmen med samma namn. 
Two-Face är en spelbar karaktär i Lego Batman: The Video Game. Där är han en av Gåtans följeslagare. 
Han är med i DC Universe Online. Hans röst görs av Edwin Neal. 
Han är den första bossen i Nintendo Wii-spelet Batman: The Brave And The Bold - The Video Game. Rösten görs av James Remar. Han nämns flera gånger i Batman: Arkham Asylum och man kan besöka hans cell. I uppföljaren Batman: Arkham City har han en liten roll som en av de fångarna som slåss om territorium i fängelsestaden. I detta spel är han mer av en rival åt Catwoman än Batman. Hon bryter sig in i hans högkvarter för att stjäla från honom, men blir tagen på bar gärning. Som straff, och för att få mer respekt bland de andra fångarna, tänker Two-Face avrätta Selina genom att släppa ned henne i ett kar fylld med syra. Detta misslyckas dock när Batman sveper in och räddar Catwoman, och det hela slutar med att Harvey själv hängs upp och ned ovanför karet. Senare i spelet, efter att Batman har besegrat Pingvinen, kommer Two-Face tillbaka och tar över Pingvinens högkvarter i museet. I Catwomans del av spelet, som kan laddas ner, är sista uppdraget att ta sig in i museet och besegra Two-Face. Hans röst görs av Troy Baker. I Arkham Origins, som utspelar sig före de två andra Arkham-spelen, är Two-Face återigen frånvarande, men på ett skrivbord i polishögkvarteret ligger det en tidning med en rubrik om att Harvey Dent har blivit utsedd till åklagare.